# 生产方式
在马克思和马克思主义的理论著作中，生产方式（德語：Produktionsweise）是生产力和生产关系的特定组合：
- 生产力：包括劳动力和生产资料（如工具，生产机械，商业和工业建筑，其他基础设施，技术知识，材料，植物，动物和开发土地的）。
- 社会的和技术的生产关系：这些关系包括管理社会生产性资产（通常是法律上的），权力和控制关系，合作性工作关系和结社形式，人与工作对象之间的关系，以及社会阶级之间的关系。

## 概念

### 社会经济变革的过程
根據當代中國共產黨的理論，社会经济制度变革的基本规律為生产关系一定要适合生产力状况的规律。其重點要素有二
- 生产力 - 是生产的物质内容
- 生产关系 - 是生产的社会形式内容

两者的有机结合和统一构成「生产方式」，当生产关系不适应生产力的发展时,生产力就完全停滞不前(反之亦然)，導致生產方式出了差錯，兩要素之间的这些内在矛盾的不断出现和不断解决是一个无穷无尽的过程，推动着整个生产系统不断自我更新。依循原始社会→封建社會→资本主义→社会主义→共产主义 此一發展必然性变革。因為生产方式最終决定社会制度的性质。

### 原始社会的生产方式
人类历史上第一个社会形态，生产力极其低下是原始社会发展缓慢的根本原因。
方式主要是简单协作，人们之间的分工主要是按性别、年龄实行的自然分工。迫於单身无力同自然界进行斗争，为谋取生活资源必须共同劳动，从而决定了生产资料的共同占有。产品归社会全体成员共同占有，实行平均分配有時也按需分配。基本经济单位是氏族家族，這種以血緣為依歸的小集體。

### 亚细亚生产方式
馬克思在1850年代開始發展的理論，曾在1859年出版的《政治經濟學批判》的序言中提到。是東方歷史中一個特殊的進階版原始社会生產方式，具體為國家概念已經出現，國家並以一種農村公社型態為基本社會組織；國家在社會生活中管理農村公社；國家指揮農村公社來進行大型工程的建設。亞細亞生產方式的重要特點是土地公有，不允許自由轉讓。 典型的國家有印度、西周前的中國等等。

### 封建的生产方式
马克思主义史学家的封建社会是指地主或领主依靠土地所有權狀并剥削佃農或农奴的社会形态，地主阶级与农民阶级之间的矛盾是封建社会的主要矛盾。生產力為农业与手工业结合，依然以家庭为主流生产单位，具有自我封闭独立性，以满足自身需要为主。此時社會已經較有大的政治組織性管理大面積國土，明文的法律法規也已出現，專職的執法機構也常設，所以賦予土地所有權狀背後的暴力依憑使之有效。
須注意西方学者的“封建”有時指由共主或中央王朝给王室成员、王族和功臣分封领地之“封土建国”制度，屬於一種封建政治制度，而非經濟關係的封建「社會」，兩者所討論領域完全不同。

### 资本主义生产方式
资本主义由封建社会发展过来漸漸演變，由科技造成的產業多樣化和交通便利所推動，例如最基本的農業生產方式變更；封建社会是地主将土地租给农民种，租期内土地由农民掌控，但要定时向地主交地租。资本主义改为农业工人到农业资本家的农场干活，之后拿薪資离开，不掌控土地也不負責盈虧，若有利潤由農業資方全拿，同時若虧損也是資方承受。雇佣劳动关系随时随刻都在生产剩余价值。
之後科技進化導致更多工業產業出現，大工廠誕生，资本家与工人之间也是雇佣关系，工人理論上也有機會創業成為資本家。此制度下绝大部分生产资料可以允許归个人所有，因此會出現聚集大量生产资料的民間人士成為巨富豪門財團，甚至能與國家政府抗衡或透過選舉制入主政府統治全國。資本主義社會此時會出現兩派觀點，社会民主主义(福利國家)支持一定程度的政府介入，防止生产资料巨量聚集於少數人手中，自由主义則支持完全放任的資本發展，認為完全放任才能讓效率最大。

### 社会主义生产方式
社会主义生产方式是以生产资料公有制为基础的，公有制和私有制是根本天然对立的，它不可能在资本主义社会内部自然产生。社会主义生产方式必須通过无产阶级夺取政权后，进行社会主义改造产生和发展起来。
共產國際當代理論認為社会主义生产方式是共产主义生产方式的初级阶段，是迄今人类历史上最先进的生产方式。然而社会主义的物质生产力与共产主义的物质生产力存在本质的历史区别。
弗里德里希·恩格斯的论述中，「未来社会主义」将是在比资本主义更先进的生产技术基础上出現，实行比资本主义更发达的社会生产组织形式。只有如此未来社会主义才能创造更高的劳动生产率，从而一方面生产出更加丰富的产品、更好地满足社会需要，另一方面大大缩短工作日，增加劳动者自由支配时间，保证全体劳动者的全面自由发展，因此比资本主义更先进的机器大工业科技出現是社会主义的物质技术基础，只有當那些東西出現，社會主義才可能達成。
馬克思認為社会主义同资本主义的一个重要区别，就是它能够更好地实现社会生产按比例协调发展，此為社会主义生产方式的优越性。

### 共产主义生产方式
馬克思認為共产主义社会，是一种高级的社会主义社会。各方面都建设成非常和谐的社会；同时也是发展到最科学階段的社会。信誉成为人在社会中的核心竞争力，内解矛盾，人与自然和谐共生。
資本主義中人长期固定在由分工形成的某一岗位上，从事一种职业，失去成长为全面发展的人形式，一切人的成长进行，都是为自身的资本而服务，即为增加别人财富或为资本自行增殖，人与人、人与自然、人与社会的关系异化畸形。而進入共产主义生产方式此種上述現象已經完全消除，人成為全自由狀態，有巨量的時間和物質條件追求精神上升最後達成人生圓滿。
此時科技機械已經造成社会本身具备极大的物质生产能力，例如可能社会进行一个月的物质生产量足以满足一年及更长时间的需求量，某一个社会生产单位的生产量足以满足整个社会人口的需求量。在这样的情况里，人因需求而进行的劳动形式就越来越少。
當代中國共產黨理論認為中国古代设想的大同社会也属于共产主义社会。随着时代实践和科学(含社會科學和自然科學)发展而不断发展最終成為公平、正义、和谐社会，物质财富极大丰富，人民精神道德境界极大提高。此時從事生产的利润动机不复存在，物质生产不再盲目，人类社会文明与自然生态文明之间达到一种动态的均衡与高度和谐，人们的思想進化已經超出资产阶级权利的狭隘界限，集体主义、互相帮助、平等协作、诚实守信、勤劳守纪等成为普遍道德原则共識。